# 8734 Warner
8734 Warner è un asteroide della fascia principale. Scoperto nel 1997, presenta un'orbita caratterizzata da un semiasse maggiore pari a 2,8679740 UA e da un'eccentricità di 0,0533960, inclinata di 3,33159° rispetto all'eclittica.
L'asteroide è dedicato all'astronomo statunitense Brian D. Warner.